# Пазырыкский ковёр
Пазырыкский ковёр — археологическая находка из кургана пазырыкской культуры в Республике Алтай, Россия. Старейший из ныне существующих ворсовых ковров. Ковёр был обнаружен экспедицией Института Археологии АН СССР под руководством Сергея Руденко, с участием Государственного Эрмитажа, в 1949 году при раскопках Пятого Пазырыкского кургана. Сейчас это произведение искусства является экспонатом Государственного Эрмитажа, Санкт-Петербург, Россия.

## Обнаружение
Ещё в XIX веке курганы пазырыкской культуры исследовались В. В. Радловым. Именно им в 1865 г. были произведены первые научные раскопки в этом регионе. В 1929 г. археологи Сергей Руденко и Михаил Грязнов начали исследование курганов на восточной границе России с Монголией. Исследования продолжались и в 1949 г., когда при археологических раскопках Пятого пазырыкского кургана на Улаганском плато Восточного Алтая было обнаружено богатое захоронение, как и остальные курганы пазырыкской культуры, со следами разграбления.
Было установлено, что подобные курганы на Алтае возведены над могилами знатных кочевых вождей. Пятый пазырыкский курган является одним из пяти больших каменных курганов, являющихся фамильным кладбищем племенной знати. Общая высота кургана составляла 4 м, диаметр — 42 м. Посередине курганной насыпи была видна воронка — следы древнего ограбления могилы. В ход, проделанный грабителями, проникала вода, а каменная насыпь плохо сохраняла тепло. Под ней образовался особый микроклимат с более низкой температурой. Попавшая в насыпь вода замерзла и превратилась в лёд, который никогда не таял. Географические особенности Алтайского региона не характеризуются многолетней мерзлотой, но её возникновение в курганах можно объяснить конструкцией погребальных кладовых с укреплёнными стенами и полостью внутри, резко континентальным климатом Алтая, временем захоронения в период наиболее обильного выпадения осадков перед наступлением зимних морозов (конец осени — начало зимы), а также разрушениями грабителей. Во льду консервировались органические вещества, которые перегнивали в обычных условиях. Благодаря этому в пазырыкских курганах были найдены мумифицированные тела покойников, животных (лошадей), войлочные украшения, фрагменты одежды и ковры. Ворсовый ковёр был обнаружен на одном из упряжных коней, найденных в западном углу погребения.

## Описание находки
К числу лучших находок в Пятом пазырыкском кургане принадлежал хорошо сохранившийся узелковый ворсовый ковёр. Развитие археологических и реставрационных технологий на то время удачно совпало с органическими находками, что позволило с минимальными повреждениями вывезти и реставрировать их. На месте раскопок ковер был механически очищен от грязи и земли и затем вместе с другими вещами доставлен в Эрмитаж. В лаборатории реставрации тканей крупнейшим специалистом-реставратором Н.Н. Семеновичем была проведена работа по консервации ковра, которая прежде всего состояла в том, чтобы прекратить процесс разрушения волокна и сохранить его фактуру. Вначале ковер был промыт водно-спиртовым раствором, а затем дублирован на основу из хлопчатобумажного тюля, окрашенного в отваре дубовой коры: тюль натянули на специальный реставрационный стол, склеили в два слоя мучным клейстером и на промазанный клеем тюль уложили ковёр изнаночной стороной, прокатав сверху валиком через слой сухого тюля. После просушки ковер закрепили с лицевой стороны специальным составом из пульверизатора. Реставрационные работы продолжались в течение всего 1950 года.
Небольшие потери ковра не повредили его первоначальной композиции, которая хорошо распознаётся на сохранившихся частях.
Пазырыкский ковёр имеет форму, близкую к квадрату. Размер ковра 1,83×2,00 м. Узкий бордюр, через ряд чередующихся больших и малых квадратов, ведёт к центральной области, которая обильно украшена стилизованными цветками.
Художественную ценность ковров оценивают
- по оригинальности композиции
- по цветовой гамме
- по количеству узлов на квадратный дециметр или метр.

При исследовании ковра под микроскопом были обнаружены нити охристых, красных, зеленых, желтых цветов, что свидетельствует о большей первоначальной яркости и колористическом богатстве произведения.
Число узлов пазырыкского ковра на 1 дм² достигает 3600, что является высоким показателем.
Ковёр соткан симметричным двойным узлом (хордиес), иначе называемым турецким. Среди персов этот способ завязывания узлов широко известен как «torkībāf»
Все составляющие ковра, т.е и основа, и уток и ворс изготовлены из шерсти, иными словами этот ковёр соткан способом «шерсть на шерсти». Пряжа, из которой ссучивались нити основы и утка, состояла почти исключительно из пуха овцы, средняя тонина которого около 25 мкм (микрон).
Количество нитей основы составляет около 120 на 1 дм.
Общее количество узелков в пазырыкском ковре свыше 1125000.
Толщина ковра — 2,4 мм.
Центральное поле ковра окаймлено пятью бордюрами. На внешнем бордюре вытканы фигуры крылатых грифонов. На следующем за ним широком поясе изображена процессия стилизованных, верховых и спешившихся, всадников на красном фоне — по семь с каждой стороны. Другой бордюр со стилизованными розетками на желтоватом фоне предшествует изображениям пасущихся ланей на светло-голубом фоне. Направление движения ланей имеет встречный характер по отношению к движению всадников. Бордюр, окаймляющий центральное поле, представлен повторяющимися изображениями орлиного грифона. Центр ковра образуют двадцать четыре квадрата, заполненные перекрещивающимися лепестками и дополняющими их листочками в форме треугольников, на красном фоне.
Ценность ковра увеличивают узорчатые коврики, вытканные вместо сёдел на конях, т. е в данном случае мы видим ковёр на ковре. Чёткость исполнения этих мельчайших элементов говорит о высоком развитии ковроткачества того периода.

## Датировка
Вопрос датировки пазырыкских курганов и археологических объектов, найденных в них, остаётся до сих пор предметом дискуссий. Диапазон дат очень широк, от конца VI в. до II в. до н. э

Касаясь времени изготовления пазырыкского ковра, С. Руденко писал: 
Независимо от того, чьей работы этот ковёр — мидийской, персидской или парфянской, — во всяком случае он средне- или переднеазиатский, его датировка V в. до н. э. вполне вероятна.

## Анализ
После обнаружения, С. Руденко был проведён тщательный стилистический и художественный анализ ковра. Кроме этого, была проделана работа по изучению пряжи и техники изготовления данного ковра. Подробный сравнительный анализ художественных деталей пазырыкского ковра с уже известными орнаментами на предметах искусства, барельефах, дворцовых стенах дал основания полагать, что пазырыкский ковёр не был создан на Алтае, а имеет переднеазиатское или среднеазиатское происхождение.
Анализируя элементы ковра, С. Руденко коснулся ряда деталей:
Изображение коня — его убранство, чёлка, завязанная в виде султана, хвост, завязанный бантом, коврик вместо седла — характерно для Передней Азии и чуждо Алтаю. Алтайцы гриву коня подстригали, хвост заплетали в косу, вместо ковриков употребляли седла с подпругами, нагрудными и подхвостными ремнями.
Далее он пишет:
Обращают на себя внимание изображенные на ковре лани. Строение тела, форма головы, «пятнистость», широколопастные рога, весь экстерьер, включая относительно длинный хвост, — все это, как уже говорилось выше, свидетельствует о том, что изображены самцы переднеазиатской лани (или чубарые олени). На Алтае чубарые олени никогда не водились.

М. Грязнов допускал также вероятность изготовления этого ковра в Средней Азии. Он писал:
Шерстяной ворсовой ковёр из кургана Пазырык 5 иранского или, что весьма вероятно, среднеазиатского происхождения. Его художественное оформление выдержано в духе иранского декоративного искусства ахеменидского времени.

Анализируя данные дневника раскопок и сопоставляя найденные в Пятом пазырыкском кургане мумифицированные тела и предметы, использованные в траурной церемонии, А. Гаврилова приходит к заключению, что пазырыкский ковёр был соткан в Великой Мидии. Она пишет: 
Зная, что в доахеменидское время в Передней Азии появилось новое государство Великая Мидия, завоевавшая Ассирию около 610 г. до н. э. и завоеванная ахеменидской Персией в 550 г. до н. э., можно заключить, что пазырыкский ворсовый ковёр был сделан в Великой Мидии и может называться мидийским 
Интересна также её гипотеза о том, как этот ковёр оказался на Алтае. А. Гаврилова считает, что женщина, похороненная вместе с вождем, по происхождению, являлась мидийской принцессой, а исследуемый ковёр это брачный дар алтайскому вождю со стороны правителя Великой Мидии. Она излагает эту версию следующим образом:
Ворсовый ковёр на упряжном коне и, видимо, мидийская шерстяная ткань на чепраке позволяют предположить, что второй брачный союз пазырыкского вождя был заключён с Великой Мидией, и с алтайским вождём погребена его вторая жена — мидийская принцесса.
В Передней Азии были расположены известные центры древнего ковроткачества. Уже к V веку до н. э. ковроткачество прошло долгий путь усовершенствований и свершений, о чём и свидетельствует мастерство исполнения пазырыкского ковра.
Касаясь древней истории ковроткачества С. Руденко говорит:
В Персии в эпоху Ахеменидов, а может быть и намного раньше, уже производились ворсовые (стриженые) ковры. На лошадь вместо седла клались именно ворсовые ковры. Ксенофонт сообщает, что город Сард славился своими стрижеными коврами; при персидском дворе по таким коврам имел право ходить только царь. Тот же автор отмечает, что персы, позаимствовав от мидян платье, пользовались и их коврами. Позднее перед ложем Александра Македонского и его наследников расстилались длинноворсовые пурпурные ковры из тонкой шерсти и персидские стриженые ковры, украшенные фигурами животных или другими изображениями.

## Происхождение
Есть несколько версий по поводу происхождения ворсового ковра, найденного в Пятом пазырыкском кургане. Так, С. Руденко пришёл к заключению, что ковёр был соткан одним из иранских народов — персами, парфянами либо мидийцами, М. Мостафави считал этот ковёр парфянским, М. Грязнов иранским или среднеазиатским, А. Гаврилова мидийским, С. Толстов, основываясь на раскопках Топрак-кала, выдвигал версию о массагетском происхождение этого ковра, а Талбот Райз отмечал, что расположение узоров более характерно для искусства скифов. Автор книги «Исламское искусство» (Islamic Art) говорит об Армении как о возможном месте создания ковра, И. Цих-Ниссен был уверен, что он изготовлен на северо-западе Ирана. Ряд экспертов считают, что ковёр может быть отнесён к позднеурартскому или раннеармянскому искусству. По мнению одного из ведущих мировых специалистов по восточным коврам П. Стоуна существует значительное количество гипотез по поводу происхождения пазырыкского ковра, его считают раннетуркменским, протоармянским, персидским или ассирийским.

## Научные теории
Пазырыкский ковёр является не только предметом культурного наследия прошлых поколений, он также вызывает интерес в научных кругах, занимающихся стилистическим и семантическим анализом древнего искусства. Пытаясь подойти к ковру с нетрадиционной точки зрения, ряд ученых пытался «прочитать» смысл элементов ковра.
По одной из гипотез данный ковёр являлся «игральной доской» для игры в кости.
Ф. Балонов, анализируя композиционные группы ковра, обратил внимание на множество отступлений от симметрии и неправильность чередований элементов групп. Так, например, количество схематично вытканных чашелистиков в третьем поясе, различно на противоположных сторонах ковра и соответствует схеме 19, 16, 17, 17. Аналогичные отклонения от симметрии можно заметить не только в чередовании элементов, но и в непериодичности используемой цветовой гаммы. Цветовая конструкция ковра представляет собой сложную систему, с постоянно изменяющейся конфигурацией. Из описанных выше чашелистиков, общее количество которых 69, синего цвета 14, а остальные 55 — красные, при этом чередование цветов постоянно нарушается. Ф. Балонов считает эти «нарушения» не ошибками ткача, а заранее задуманными элементами в общей системе ковра. По его гипотезе, изображения на ковре являются закодированным сообщением со сложной семантикой.